# آسمانی سیخک‌دار
آسمانی سیخک‌دار، جفته شور (نام علمی:  Anabasis setifera) نام یک گونه از سرده آسمانی است. جنس یا سردهٔ آسمانی در ایران ۸ گونه گیاه علفی یک ساله و چند ساله دارد. آسمانی سیخک‌دار یکی از ۸ گونهٔ موجود در ایران است.